# سیوولز بند (تگزاس)
سیوولز بند (به انگلیسی: Sivells Bend) یک منطقهٔ مسکونی در ایالات متحده آمریکا است که در شهرستان کوک، تگزاس واقع شده‌است.